# Parasenegalia visco
Parasenegalia visco, viscote, viscote negro, visco, arca es un árbol perenne o semicaduco, nativo de Sudamérica.  Fue introducido en África donde llega a ser una especie invasora.

## Descripción
Llega a medir 6-12 m de altura y tiene flores amarillas, fragantes en la primavera y comienzos del verano.
En Bolivia se encuentra a altitudes de 1500-3000 m s. n. m.
En Argentina es autóctono en las provincias de Salta, Jujuy, Tucumán, Catamarca, La Rioja, San Juan, Sgo. del Estero, Mendoza y San Luis. Habita las ecorregiones de chaco serrano (donde alcanza su máxima plenitud), ciertas partes del chaco árido, monte de sierras y bolsones y los sectores más boreales del monte de llanuras y mesetas. También se lo puede ver en ciertos sectores de la prepuna. En la provincia de Córdoba la especie es un indigenato discutido, y se debate si apareció de manera espontánea en algunos sectores del chaco serrano y del chaco árido gracias al humano o de forma natural. Se ha plantado en las calles de la ciudad de Buenos Aires, donde frecuentemente presenta ramas deformadas por el hongo Ravenellia papilosa.

## Taxonomía
Parasenegalia visco (en aquel entonces Senegalia visco) fue descrita por (Lorentz ex Griseb.) Seigler & Ebinger y publicado en Phytologia 88(1): 78. 2006.
Sinonimia
- Senegalia visco (Lorentz ex Griseb.) Seigler & Ebinger
- Acacia concinna Phil.
- Acacia platensis Manganaro
- Acacia polyphylla Clos
- Lysiloma polyphyllum Benth.
- Manganaroa platensis (Manganaro) Speg.
- Manganaroa subsericea Speg.[5]